# Scipione Bargagli
Scipione Bargagli (* 1540 in Siena; † 27. Oktober 1612 ebenda) war ein Edler aus Siena, von Kaiser Rudolf II. zum Ritter und Pfalzgrafen ernannt.

## Werke
Sein Hauptwerk sind die Trattenimenti (Venedig, Bernardo Giunti, 1587; Hrsg. von Laura Ricco, Rom, Salerno, 1989). Dem Buch geht eine Einführung voraus, die der des Decameron nachempfunden ist, und geht auf die Diskussion von Spielen und verliebten Fragen und Zweifeln ein. Wie diesem die Pest, so diente Bargagli die Belagerung seiner Vaterstadt (i. J. 1554) durch das von den Kaiserlichen unterstützte Heer des Cosimos de’ Medici als Einleitung zu den Novellen, die er von einer Gesellschaft junger Männer und Frauen während der Belagerung erzählen lässt.
Um die Leiden der von furchtbarer Hungersnot geplagten Einwohner Sienas in dem letzten Kampfe um ihre Freiheit und die Grausamkeit der Belagerer zu schildern, taucht Bargagli seinen Pinsel in die Farben Boccaccio’s, und wenn er ihn auch nicht mit derselben Leichtigkeit handhabt, wenn auch seine sklavische Nachahmungstreue uns oft unangenehm berührt, so hat er doch viele ergreifende Stellen, und gibt uns ein lebendiges Bild der Leiden seiner Vaterstadt.
Von seinen Novellen sind die erste und dritte einander ähnlich, aber mit verschiedenem Ausgang. Aus der ersten hat vielleicht Molière die Idee zu seinem „l’amour médicin“ genommen, während der traurige Schluss der dritten einige Ähnlichkeit mit Boccaccio’s Novelle von Girolamo und Salvestra (Dec. IV, 8) hat.
Die andern Novellen Bargaglis, unter denen sich verhältnismäßig weniger unanständige als bei den andern Novellisten des 16. Jahrhunderts finden, haben keinen dem Decameron verwandten Inhalt.
Seine sechs Novellen erschienen zuerst unter dem Titel: I trattenimenti dove da vaghe donne e da giovani huomini rappresentati sono honesti e dilettevoli giochi, narrate novelle etc. Venedig 1587, dann mit Zusätzen und Änderungen ebendaselbst 1591 und in den Sammlungen von Poggiali und Anderen.
Außer den Novellen schrieb Bargagli noch ein Werk (Il Turamino, Siena 1602), in dem er dem Dialect von Siena den Vorrang vor allen andern italienischen Dialecten vindiciren wollte, und eines über die Devisen (Le Imprese, Venedig 1589–1594) denen im 16. Jahrhundert große Wichtigkeit beigelegt wurde.
Scipione Bargagli schrieb mehrere Reden und Gedichte:
- Le Imprese, Vened. 1589 u. 94, 2 Bde.;
- Jephthe, eine Übersetzung des Trauerspiels von George Buchanan, ebd. 1600;
- Il Turamino, Siena 1602 u. m. a.